# Stolnica Notre-Dame d'Amiens
Stolnica bazilika Notre-Dame d'Amiens, ali pa preprosto stolnica v Amiensu, je rimskokatoliška stolnica in sedež škofa Amiensa (trenutno Jean-Luc Bouilleret). Nahaja se na rahli vzpetini s pogledom na reko Soma v Amiensu, upravnem središču regije Pikardija, Francija, okoli 120 km severno od Pariza.
Od leta 1981 je na UNESCO-vem seznamu svetovne dediščine, od leta 1862 pa razglašena kot zgodovinski spomenik v Franciji. Čeprav je izgubila večino svojih prvotnih vitrajev, stolnica v Amiensu slovi po kakovosti in količini gotskih skulptur v glavni zahodni fasadi in portalu južnega transepta iz zgodnjega 13. stoletja in veliki količini večbarvnega kiparstva iz kasnejših obdobjih, v notranjosti stavbe.

## Konstrukcija
Pomanjkanje dokumentacije o gradnji gotske stolnice je lahko delno posledica uničenih arhivov v požarih v kapiteljski dvorani leta 1218 in ponovno leta 1258, ko se je poškodovala celotna stolnica. Škof Evrard de Fouilly je začel z deli na katedrali leta 1220. Robert De Luzarches je bil arhitekt do leta 1228, nasledil ga je Thomas de Cormont do 1258. Njegov sin, Renaud de Cormont, je deloval kot arhitekt do 1288. Kronika iz Corbieja kaže datum zaključka stolnice leta 1266. Zaključna dela so se še nadaljevala. Njena tla so prekrita s številnimi liki, kot so poseben križ (ki simbolizira Jezusovo zmago nad smrtjo), labirint, ki je bil vgrajen leta 1288. Stolnica vsebuje domnevno glavo Janeza Krstnika, ki naj bi bil ostanek iz Konstantinopla, ki jo je prinesel Wallon de Sarton, ko se je vračal s četrte križarske vojne.
Konstrukcija stolnice v tem času kaže podobo, kot da je nastala iz nujnosti in priložnosti. Uničenje stavbe in prejšnji poskusi obnove zaradi požarov so silili v dokaj hitro gradnjo stavbe, ki ima posledično precej umetniške enotnosti. Dolga in relativno mirna vladavino Ludvika IX. Francoskega, ki je skrbel za blaginjo v regiji, je temeljila na cvetočem kmetijstvu in tekstilni trgovini, pa je bila investicija izvedljiva. Veliki stolnici v Reimsu in Chartresu sta približno podobni.

### Strukturne napake
Pri prvotnem načrtu so razporni loki okrog kora stali previsoko, da bi izravnali silo, s katero je stropni lok pritiskal navzven, zato so na navpične stebre delovale premočne stranske sile. Zgradbo so rešili šele več stoletij kasneje, ko so zidarji postavili drugo vrsto krepkejših razpornih lokov, ki so se na zunanji zid naslanjali nižje. Ta popravek pa ni rešil podobnih težav pri nižjem zidu, v katerem so se v poznem srednjem veku pojavile velike razpoke. To so rešili s še enim popravkom, pri katerem so na nivoju mezanina namestili drogove iz kovanega železa, ki so se upirali silam, ki so rinile kamnite stebre navzven. Kovinski drog so namestili razžarjen, da se je ob hlajenju skrčil in prevzel obremenitev.

## Dimenzije
Stolnica Amiensu je največja francoska cerkvena stavba iz srednjega veka. Zunanja dolžina znaša 145 metrov, znotraj 133,50 metrov. Od tal do sklepnika cerkvene ladje je visoka 42,30 metra. V času izgradnje je bila najvišja cerkev na svetu. To je spodbodlo škofa in duhovščino Beauvaisa, da so zgradili svojo še višjo cerkev, ki se je leta 1284 podrla. Glavna ladja je med stebri široka 14,60 metra, stranski ladji pa 8,65 m. Osrednji stolp je visok 112,70 metra. Dolžina prečne ladje je 62 metrov in širina 29,30 metra. Površina, na kateri stoji stolnica obsega 7700 kvadratnih metrov, prostornina znaša 200.000 kubičnih metrov, kar je dvakratnik Notre-Dame v Parizu.

## Zunanjost
Zahodno pročelje stolnice, zgrajeno v eni fazi med letoma 1220-1236, kaže nenavadno stopnjo umetniške enotnosti. Njegovo spodnje nadstropje zaznamujejo trije obsežni globoki portali, nad njimi vrsta bifor na galeriji in nad temi in pod rozeto dvaindvajset kraljev v naravni velikosti, ki se raztezajo čez celotno fasado. Nad rozeto oknom so odprte arkade, galerie des sonneurs. Nad stranskima ladjama sta bila zgrajena oba stolpa, južni končan v 1366, severni, nekoliko višji, leta 1406.
Zahodni portali stolnice so znani po svojih dovršenih skulpturah lokalno pomembnih svetnikov in velikih eshatoloških prizorov. Kipi svetnikov na portalu so bili opredeljeni kot lokalno čaščeni Saints Victoricus and Gentian, Sv. Domitius, Sv. Ulphia in Sv. Fermin.
Zvonik nad osrednjim križiščem je bil dodan med letoma 1529 in 1533.

### Barva fasade
Med procesom laserskega čiščenja leta 1990 je bilo ugotovljeno, da je bila zahodna fasada stolnice prvotno pobarvana v različnih barvah. Tehnika je omogočila določitev točnega odtenka barv, kot so bile uporabljene v 13. stoletju. Na tej osnovi je bila razvita tehnika razsvetljave, ki omogoča neposredno osvetlitev fasade, s katero podoživimo večbarvni videz 13. stoletja. Ko se ta projicira na kipe okoli portalov, dajejo videz, kot da so živi. Polni učinek barv se lahko najbolje vidi ob neposrednem ogledu, z glasbeno spremljavo, na predstavi imenovani Son et lumière, ki jo prirejajo ob poletnih večerih, v času božiča in čez novo leto. 
- Bruhalnik
- Pogled iz severa, razporni loki in centralni zvonik.
- Timpanon srednjega portala: Kristus kralj predseduje Poslednji sodbi, medtem ko ga podpirajo svetniki
- Iluminacija barv na fasadi
- Stolnica Nôtre Dame, Amiens v 1852
- Stolnica v Amiensu, zunanjost kora 1903.

## Stavbni tloris
Današnji tloris prihaja v veliki meri iz načrta Durand iz leta 1727.
Stolnica je podolgovata, ima tri vzdolžne ladje in vzhodni kor s petimi ladjami. Na stranskih ladjah šest kapelic na severu in pet južni strani, stranske ladje so kvadratično obokane, srednja pravokotno.
Triladijski transept loči kor in ladjo približno na sredini; prehod poteka preko štirih velikih stebrov. Transept je simetričen okoli vzdolžne osi in ima na obeh straneh portale.
Območje kora je rahlo povečano in se zaključi s sedmimi oboki, ki tvorijo polkrog okoli kora in so zaprti s kovinskimi palicami. Za arkadnim polkrogom je ambulatorij s sedmimi žarkastimi kapelami v apsidi, srednja je posvečena Materi Božji, ki ima izrez v vzdolžni smeri.
Zlasti veliki so oporniki na zunanjih stenah, v primerjavi z marginalnimi stenami in vitkimi slopi. Že tloris kaže namero arhitekta oblikovati vitko, občutljivo notranjost.

## Notranjost
Stolnica v Amiensu vsebuje največ srednjeveške notranjosti v Zahodni Evropi, ki jo podpira 126 stebrov. Obe ladji in prezbiterij so veliki, a zelo svetli, z veliko ohranjenimi vitraji, kljub plenilskim vojnam.
Ambulatorij, ki obdaja kor je bogato okrašen z večbarvni kipi, obdajajo ga številne kapelice. Ena izmed najbolj razkošnih je Draperjeva kapela. Tekstilna industrija je bila najbolj dinamičen del srednjeveškega gospodarstva, še posebej v severni Franciji in tekstilni trgovci so radi prikazali svoje bogastvo in državljanski ponos. Še ena presenetljiva kapela je posvečena sv. Thomasu Canterburijskemu, posvečenega v 13. stoletju, ki dopolnjuje zelo popoln seznam mučenikov v stolnici.
Notranjost vsebuje umetnine in dekoracijo iz več obdobij obstoja stavbe. Obstajajo predvsem baročne poslikave iz 17. stoletja, umetnikov kot sta Frans Francken mlajši in Laurent de La Hyre.
Tla so prekrita z okrasnimi svetlimi in temnimi kamnitimi ploščicami. Posebej velja omeniti oblikovanje labirinta, spominska plošča v čast graditelja in arhitekta stolnice v središču ladje.
- Transept in severno okno
- Kor z oltarjem, pod vzhodnim oknom
- Ladja Notre-Dame d'Amiens , pogled proti vzhodu
- Južna stranska ladja
- Vitraj
- Kapela svete Marije
- Kapela Notre-Dame de Puy (1627-1628)
- Nagrobnik  Evrarda de Fouilloya, škofa Amiensa (1211-1222)
- Rozeta v severnem transeptu
- Renesančne korne klopi (1508-1519)
- Labirint

### Glava Janeza Krstnika
Začetni zagon za gradnjo stolnice je prišel z namestitvijo cenjene glave Janeza Krstnika 17. decembra 1206. Glava je bila del plena četrte križarske vojne. Razkošen relikviarij je bil narejen za spravilo lobanje. Čeprav se je kasneje izgubila, replika iz 19. stoletja še vedno zagotavlja mesto za molitev in meditacijo v severnem transeptu.

### Renesančne barve skulpture
Nekatera najbolj pomembna umetniška dela so zaporedja večbarvnih kipov iz poznega 15. in 16. stoletja. Velika skupina v severni prečni ladji prikazuje Jezusovo čiščenje templja, z domiselno podobo templja. Obe strani ambulatorija sta obloženi z zaporedjem, ki prikazuje življenje dveh svetnikov, katerih kulta sta privabila veliko število romarjev v stolnico: Janeza Krstnika in sv. Fermina, prvega škofa Amiensa. Umetniki so poskrbeli za ustvarjanje vzporedja v pripovedovanju zgodb: oba svetnika, obglavljena, ker sta užalila bogate in močne, žrtvi zanemarjanja in izgube, dokler kasnejše generacije ne odkrijejo njune relikvije in jih prinesejo v stolnico.

### Prižnica
Baročna prižnica, zgrajena iz marmorja in pozlačenega lesa, dominira v ladji stolnice. Podpirajo jo tri alegorične ženske figure, očitno predstavljajo vero, upanje in ljubezen, tri božje kreposti.

## Orgle
Prve orgle so bile zgrajene leta 1429 na novo zgrajeni zahodni empori. Instrument je bil večkrat predelan in razširjen. V letih 1887-1889 ga je obnovila in predelala z dodatnima manualoma, družba Cavaillé-Coll. Leta 1936 je bil dodan pedal. Leta 1965 so bile ponovno in zadnjič spremenjene. Instrument ima 57 registrov na treh manualih in pedal. Mehanizem je mehanski.

## Zvonovi
Stolnica ima devet zvonov. Trije od njih služijo za zvonjenje ure. Štirje najmanjši zvonovi visijo v južnem stolpu ločeno. Severni stolp vsebuje dva velika zvonova, imenovana Marie in Firmine-Mathilde.